# Нокс (округ, Кентуккі)
Шаблон:StateAbbr_ 36°53′26″ пн. ш. 83°51′15″ зх. д. / 36.89067° пн. ш. 83.85404° зх. д.
Округ  Нокс (англ. Knox County) — округ (графство) у штаті  Кентуккі, США. Ідентифікатор округу 21121.

## Історія
Округ утворений 1799 року.

## Демографія
За даними перепису 
2000 року 
загальне населення округу становило 31795 осіб, зокрема міського населення було 9470, а сільського — 22325.
Серед мешканців округу чоловіків було 15310, а жінок — 16485. В окрузі було 12416 домогосподарств, 8936 родин, які мешкали в 13999 будинках.
Середній розмір родини становив 3,01.
Віковий розподіл населення поданий у таблиці:
| Стать    | До 15 років | 15-21 | 22-29 | 30-39 | 40-49 | 50-65 | 65-85 | Понад 85 |
| -------- | ----------- | ----- | ----- | ----- | ----- | ----- | ----- | -------- |
| Чоловіки | 3595        | 1624  | 1692  | 2189  | 2126  | 2513  | 1450  | 121      |
| Жінки    | 3352        | 1607  | 1729  | 2284  | 2295  | 2733  | 2083  | 402      |

## Суміжні округи
- Клей — північний схід
- Белл — південний схід
- Вітлі — південний захід
- Лорел — північний захід

## Виноски
1. ↑  U.S. Decennial Census. United States Census Bureau. Архів оригіналу за 12 травня 2015. Процитовано 17 серпня 2014.
2. ↑  Historical Census Browser. University of Virginia Library. Архів оригіналу за 11 серпня 2012. Процитовано 17 серпня 2014.
3. ↑  Population of Counties by Decennial Census: 1900 to 1990. United States Census Bureau. Процитовано 17 серпня 2014.
4. ↑  Census 2000 PHC-T-4. Ranking Tables for Counties: 1990 and 2000 (PDF). United States Census Bureau. Процитовано 17 серпня 2014.
5. ↑  State & County QuickFacts. United States Census Bureau. Архів оригіналу за 13 липня 2011. Процитовано 8 березня 2014.(англ.) Наведено за англійською вікіпедією.
6. ↑  American FactFinder. Бюро перепису населення США. Архів оригіналу за 26 лютого 2012. Процитовано 31 січня 2008.

| США | Це незавершена стаття з географії США. Ви можете допомогти проєкту, виправивши або дописавши її. |